# Oswaldo Gomes
Oswaldo Gomes (ur. 30 kwietnia 1888 w Rio de Janeiro – zm. 5 lipca 1963) – piłkarz brazylijski grający na pozycji napastnika.

## Kariera klubowa
Oswaldo Gomes całą karierę piłkarską spędził w klubie Fluminense FC, w którym grał w latach 1906–1921. Największymi sukcesami w karierze klubowej Oswaldo Gomesa było ośmiokrotne zdobycie mistrzostwa Stanu Rio de Janeiro – Campeonato Carioca w 1906, 1907, 1908, 1909, 1911, 1917, 1918 i 1919 roku. W ilości tytułów mistrzowskich jest rekordzistą. Ogółem rozegrał we Fluminense 189 spotkań i strzelił 38 bramek.

## Kariera reprezentacyjna
9 lipca 1908 roku Oswaldo Gomes po raz pierwszy zagrał w meczu nieoficjalnej reprezentacji Brazylii z reprezentacją Argentyny. Brazylia przegrała to spotkanie 0-6, a Gomes pełnił rolę grającego selekcjonera Brazylijczyków. Podobnie było 28 sierpnia 1910 w meczu z angielską drużyną Corinthians F.C. Ogółem w latach 1908–1912 zagrał w trzech takich meczach..
W 1914 Gomes zagrał w pierwszych oficjalnych meczach reprezentacji Brazylii, 21 lipca z Exeter City oraz 20 września w spotkaniu międzypaństwowym z Argentyną. W 15 min. meczu z Exeter Gomes zdobył pierwszą, historyczną bramkę reprezentacji Brazylii. W tym samym roku zdobył z reprezentacją Brazylii Puchar Roca.
Ostatni raz w barwach Canarinhos Gomes zagrał 12 października 1920 w Buenos Aires w przegranym 1-3 meczu z Argentyną i zdobył w tym meczu jedyną bramkę dla Brazylii.
Łącznie w reprezentacji rozegrał w latach 1914–1920 3 spotkania i strzelił 1 bramkę (6 meczów i 2 bramki, jeśli liczyć mecze z drużynami klubowymi).
Po zakończeniu kariery piłkarskiej 1921 roku Oswaldo Gomes został szefem federacji CBD - Confederação Brasileira de Desportos, prekursora obecnej Brazylijskiej Federacji Piłkarskiej - CBF.